# Severinia
Severinia es un género con ocho especies de plantas perteneciente a la familia Rutaceae. 

## Especies seleccionadas
- Severinia buxifolia
- Severinia disticha
- Severinia lauterbachii